# Simpang Kuta Buluh
Simpang Kuta Buluh is een bestuurslaag in het regentschap Langkat van de provincie Noord-Sumatra, Indonesië. Simpang Kuta Buluh telt 1152 inwoners (volkstelling 2010).